# Völuspá hin skamma
Völuspá hin skamma (en norrè occidental antic, vǫluspá in skamma) o la Völuspá curta és un poema en norrè occidental antic, que ens és pervingut parcialment a través de la integració d'algunes de les seves estrofes en el Hyndluljóð, una de les composicions que integren lEdda en vers, i a través de la citació d'una sola estrofa a la Gylfaginning de lEdda en prosa de l'Snorri Sturluson. El nom del poema es coneix precisament perquè l'Snorri l'esmenta expressament a la seva Gylfaginning:
| […] ok var sá nefndr Ymir, en hrímþursar kalla hann Aurgelmi, ok eru þaðan komnar ættir hrímþursa, svá sem segir í Vǫluspá inni skǫmmu: 7. Eru vǫlur allar frá Viðolfi, vitkar allir frá Vilmeiði, en seiðberendr frá Svarthǫfða, jǫtnar allir frá Ymi komnir. | I aquest ésser es va dir Ymir, però els tursos del gebre li diuen Aurgelmir; i d'ell prové la nissaga dels tursos del gebre, com diu la Völuspá hin skamma: 7. Totes les volves descendeixen d'en Viðólfr, tots els fetillers són descendents d'en Vilmeiðr, i les faedores del seid ho són de l'Svarthǫfði; tots els ètuns descendeixen de l'Ymir. |  |

Les estrofes que es conserven per haver estat integrades al Hyndluljóð, segons fa avinent en Henry Adams Bellows en la seva traducció del Hyndluljóð, palesen, segons el seu parer, que la Völuspá hin skamma és «una tardana i molt inferior imitació de la gran Völuspá», i que degueren compondre's en algun moment del segle xii. En Henry Adams Bellows suggereix que la integració d'aquestes estrofes al Hyndluljóð s'ha d'atribuir a un error del copista que degué confondre tots dos poemes i per això considera que tenen poc de valor poètic i mitològic.